# コタ・ブルッ
コタ・ブルッ(Kota Belud)は東マレーシア・ボルネオ島北端のサバ州にある町。主な住人は華人とバジャウ族(Bajau)、ドゥスン族(Dusun)である。コタ・キナバルとクダッを結ぶ主要道路沿いにある。日曜日に開かれる屋外市場で知られている。またペスタ・カァマタン(Pesta Kaamatan)と呼ばれる収穫祭やタム・ブサァ(Tamu Besar)と呼ばれる祭りを毎年開催している。